# Rodri (calciatore 2000)
Rodri, pseudonimo di Rodrigo Sánchez Rodríguez (Talayuela, 16 maggio 2000), è un calciatore spagnolo, centrocampista dell'Al-Arabi.

## Caratteristiche tecniche
È un centrocampista offensivo molto tecnico che ama agire fra le linee. Dotato di buona visione di gioco e bravo negli assist, è stato schierato anche in posizione più avanzata sulla linea degli attaccanti e sulla fascia sinistra, ma il suo ruolo naturale è quello di mezza punta.

## Carriera
Nato a Talayuela, inizia la carriera nelle giovanili del CP Talayuela e poi in quelle del Navalmoral prima di unirsi nel 2011 al Real Madrid, che già a inizio stagione lo cede in prestito al Canillas. Nel 2012 si trasferisce all'Atlético Madrid e l'anno successivo all'Espanyol. Nel 2014 passa ai rivali cittadini del Barcellona dove gioca una stagione nella Masia prima di passare al Deportivo La Coruña nel 2015.
Nel 2016 si trasferisce al Betis e gioca due stagioni nelle giovanili prima di venire promosso nella squadra riserve, con la quale debutta il 26 agosto 2018 in occasione dell'incontro di Tercera División vinto 3-0 contro il Conil. In breve tempo si ritaglia un ruolo da titolare chiudendo la sua prima stagione con 35 presenze e 3 reti. Il 27 marzo 2019 rinnova il contratto fino al 2022. Alla fine della stagione 2018-2019 viene aggregato alla prima squadra per le amichevoli disputate negli Stati Uniti e sigla una rete contro il Chattanooga FC. La stagione successiva continua a giocare per la seconda squadra e contribuisce alla promozione in Segunda División B con 6 reti in 29 partite.
Il 7 novembre 2020 debutta con la prima squadra in Primera División rimpiazzando Sergio Canales nell'incontro perso 5-2 contro il Barcellona. Poche settimane più tardi estende il contratto con il club biancoverde fino al 2024. Il 17 gennaio 2021 segna il suo primo gol per il Betis in un incontro ufficiale nella vittoria esterna per 2-0 contro lo Sporting de Gijón in Coppa del Re. La sua prima rete in Primera División arriva il 14 settembre successivo nella partita vinta 2-0 fuori casa contro il Granada. Sarà il suo unico gol nelle 21 partite giocate nel campionato 2021-2022, che il Betis chiude al 5º posto. Nel gennaio 2022 prolunga il rapporto con il Betis fino al 2026, il contratto prevede una nuova clausola rescissoria di 40 milioni di euro. Nel corso della stagione Rodri fa il suo esordio nella nazionale Under 21 spagnola e in UEFA Europa League; vince inoltre il suo primo importante trofeo da professionista con il trionfo del Betis in Coppa del Re.
Trova maggiore spazio nella stagione successiva, che chiude con 30 presenze in campionato anche se spesso subentra a partita in corso. A causa dell'indisposizione di alcuni giocatori, disputa una delle sue rare partite da titolare nel pareggio interno contro il Real Madrid, nell'occasione l'allenatore Manuel Pellegrini lo sposta nel suo ruolo naturale di mezza punta, Rodri gioca la sua migliore partita da inizio carriera e a fine incontro viene nominato MVP. Nell'ottobre del 2023 firma un nuovo contratto che lo lega al Betis fino all'estate del 2028. Termina il campionato 2023-2024 con 29 presenze. Gioca da titolare le prime cinque gare ufficiali del Betis nella stagione successiva.
A inizio settembre del 2024 viene annunciato ufficialmente il suo trasferimento a titolo definitivo all'Al-Arabi, squadra del massimo campionato qatariota, per una cifra che si aggira sugli otto milioni di euro più eventuali bonus, mentre l'ingaggio è di circa 12 milioni di euro per tre stagioni.

### Nazionale

#### Nazionali giovanili
L'8 ottobre 2021 fa il suo esordio con la nazionale Under 21 spagnola allo Stadio de la Cartuja a Siviglia nella partita vinta 3-2 contro i pari età della Slovacchia valida per le qualificazioni al campionato europeo 2023 di categoria. Viene convocato per la fase finale del Campionato europeo e gli viene affidata la maglia numero 10; nella prima partita del 21 giugno, vinta 3-0 contro i padroni di casa della Romania, viene scelto come uomo partita. Schierato in tutte le partite, compresa la finale persa contro l'Inghilterra, alla fine della manifestazione viene inserito nella squadra ideale del torneo dagli osservatori tecnici dell'UEFA.

## Statistiche
Statistiche aggiornate all'8 maggio 2025

### Presenze e reti nei club
| Stagione        | Squadra         | Campionato      | Campionato | Campionato | Coppe nazionali | Coppe nazionali | Coppe nazionali | Coppe continentali | Coppe continentali | Coppe continentali | Altre coppe | Altre coppe | Altre coppe | Totale | Totale | Totale |
| Stagione        | Squadra         | Comp            | Pres       | Reti       | Comp            | Pres            | Reti            | Comp               | Pres               | Reti               | Comp        | Pres        | Reti        | Pres   | Reti   |        |
| --------------- | --------------- | --------------- | ---------- | ---------- | --------------- | --------------- | --------------- | ------------------ | ------------------ | ------------------ | ----------- | ----------- | ----------- | ------ | ------ | ------ |
| 2018-2019       | Betis B         | TD              | 35         | 3          |                 | -               | -               |                    | -                  | -                  |             | -           | -           | 35     | 3      |        |
| 2019-2020       | Betis B         | TD              | 29         | 6          |                 | -               | -               |                    | -                  | -                  |             | -           | -           | 29     | 6      |        |
| 2020-2021       | Betis B         | SDB             | 9          | 1          |                 | -               | -               |                    | -                  | -                  |             | -           | -           | 9      | 1      |        |
| 2020-2021       | Betis           | PD              | 15         | 0          | CR              | 4               | 1               |                    | -                  | -                  |             | -           | -           | 19     | 1      |        |
| 2021-2022       | Betis           | PD              | 21         | 1          | CR              | 4               | 0               | UEL                | 3                  | 0                  |             | -           | -           | 28     | 1      |        |
| 2022-2023       | Betis           | PD              | 30         | 2          | CR              | 3               | 0               | UEL                | 6                  | 0                  |             | -           | -           | 39     | 2      |        |
| 2023-2024       | Betis           | PD              | 29         | 0          | CR              | 2               | 3               | UEL+UECL           | 5+0                | 0+0                | -           | -           | -           | 36     | 3      |        |
| ago.-set. 2024  | Betis           | PD              | 3          | 0          | CR              | 0               | 0               | UECL               | 2                  | 1                  | -           | -           | -           | 5      | 1      |        |
| 2024-2025       | Al-Arabi        | QSL             | 19         | 7          | QSC+EQC         | 6+1             | 1+0             | GCL                | 5                  | 0                  |             | -           | -           | 31     | 8      |        |
| Totale carriera | Totale carriera | Totale carriera | 190        | 20         |                 | 20              | 5               |                    | 21                 | 1                  |             | -           | -           | 221    | 26     |        |

### Cronologia presenze e reti in nazionale
| Cronologia completa delle presenze e delle reti in nazionale ― Spagna under 21 | Cronologia completa delle presenze e delle reti in nazionale ― Spagna under 21 | Cronologia completa delle presenze e delle reti in nazionale ― Spagna under 21 | Cronologia completa delle presenze e delle reti in nazionale ― Spagna under 21 | Cronologia completa delle presenze e delle reti in nazionale ― Spagna under 21 | Cronologia completa delle presenze e delle reti in nazionale ― Spagna under 21 | Cronologia completa delle presenze e delle reti in nazionale ― Spagna under 21 | Cronologia completa delle presenze e delle reti in nazionale ― Spagna under 21 |
| Data                                                                           | Città                                                                          | In casa                                                                        | Risultato                                                                      | Ospiti                                                                         | Competizione                                                                   | Reti                                                                           | Note                                                                           |
| ------------------------------------------------------------------------------ | ------------------------------------------------------------------------------ | ------------------------------------------------------------------------------ | ------------------------------------------------------------------------------ | ------------------------------------------------------------------------------ | ------------------------------------------------------------------------------ | ------------------------------------------------------------------------------ | ------------------------------------------------------------------------------ |
| 8-10-2021                                                                      | Siviglia                                                                       | Spagna under 21                                                                | 3 – 2                                                                          | Slovacchia under 21                                                            | Qual. Europeo Under-21 2023                                                    | -                                                                              | 45’                                                                            |
| 12-10-2021                                                                     | Siviglia                                                                       | Spagna under 21                                                                | 3 – 0                                                                          | Irlanda del Nord under 21                                                      | Qual. Europeo Under-21 2023                                                    | -                                                                              | 71’                                                                            |
| 25-3-2022                                                                      | Talavera de la Reina                                                           | Spagna under 21                                                                | 8 – 0                                                                          | Lituania under 21                                                              | Qual. Europeo Under-21 2023                                                    | 2                                                                              | 60’                                                                            |
| 22-9-2022                                                                      | Žilina                                                                         | Slovacchia under 21                                                            | 2 – 3                                                                          | Spagna under 21                                                                | Qual. Europeo Under-21 2023                                                    | -                                                                              | 70’                                                                            |
| 3-6-2022                                                                       | Larne                                                                          | Irlanda del Nord under 21                                                      | 0 – 6                                                                          | Spagna under 21                                                                | Qual. Europeo Under-21 2023                                                    | -                                                                              | 63’                                                                            |
| 7-6-2022                                                                       | Melilla                                                                        | Spagna under 21                                                                | 7 – 1                                                                          | Malta under 21                                                                 | Qual. Europeo Under-21 2023                                                    | -                                                                              |                                                                                |
| 22-9-2022                                                                      | Cluj                                                                           | Romania under 21                                                               | 1 – 4                                                                          | Spagna under 21                                                                | Amichevole                                                                     | -                                                                              | 45’                                                                            |
| 27-9-2022                                                                      | Huesca                                                                         | Spagna under 21                                                                | 3 – 0                                                                          | Norvegia under 21                                                              | Amichevole                                                                     | -                                                                              | 46’                                                                            |
| 18-11-2022                                                                     | Siviglia                                                                       | Spagna under 21                                                                | 2 – 0                                                                          | Giappone under 21                                                              | Amichevole                                                                     | -                                                                              | 65’                                                                            |
| 24-3-2023                                                                      | Almería                                                                        | Spagna under 21                                                                | 3 – 2                                                                          | Svizzera under 21                                                              | Amichevole                                                                     | 1                                                                              | 86’                                                                            |
| 28-3-2023                                                                      | Vannes                                                                         | Francia under 21                                                               | 0 – 0                                                                          | Spagna under 21                                                                | Amichevole                                                                     | -                                                                              | 84’                                                                            |
| 13-6-2023                                                                      | Las Rozas de Madrid                                                            | Spagna under 21                                                                | 1 – 1                                                                          | Messico under 23                                                               | Amichevole                                                                     | -                                                                              | 45’                                                                            |
| 21-6-2023                                                                      | Bucarest                                                                       | Romania under 21                                                               | 0 – 3                                                                          | Spagna under 21                                                                | Europeo Under-21 2023 - 1º turno                                               | -                                                                              | 81’                                                                            |
| 24-6-2023                                                                      | Bucarest                                                                       | Spagna under 21                                                                | 1 – 0                                                                          | Croazia under 21                                                               | Europeo Under-21 2023 - 1º turno                                               | -                                                                              |                                                                                |
| 27-6-2023                                                                      | Bucarest                                                                       | Spagna under 21                                                                | 2 – 2                                                                          | Ucraina under 21                                                               | Europeo Under-21 2023 - 1º turno                                               | -                                                                              | 73’                                                                            |
| 1-7-2023                                                                       | Bucarest                                                                       | Spagna under 21                                                                | 2 – 1 dts                                                                      | Svizzera under 21                                                              | Europeo Under-21 2023 - Quarti di finale                                       | -                                                                              | 87’                                                                            |
| 5-7-2023                                                                       | Bucarest                                                                       | Spagna under 21                                                                | 5 – 1                                                                          | Ucraina under 21                                                               | Europeo Under-21 2023 - Semifinale                                             | -                                                                              | 59’                                                                            |
| 8-7-2023                                                                       | Batumi                                                                         | Inghilterra under 21                                                           | 1 – 0                                                                          | Spagna under 21                                                                | Europeo Under-21 2023 - Finale                                                 | -                                                                              | 59’                                                                            |
| Totale                                                                         |                                                                                | Presenze                                                                       | 18                                                                             |                                                                                | Reti                                                                           | 3                                                                              |                                                                                |

## Palmarès

### Club

#### Competizioni nazionali
- Coppa di Spagna: 1

Betis: 2021-2022

### Individuale
- Squadra del torneo degli Europei Under-21:

Romania-Georgia 2023